# Haut et Fort
Pour plus de détails, voir Fiche technique et Distribution.
Haut et Fort est un film marocain réalisé par Nabil Ayouch, sorti en 2021.

## Synopsis
Un centre culturel dans un quartier excentré de Casablanca. Un nouvel animateur est engagé. Ancien rappeur, Anas va s'employer à aider les jeunes de l'endroit à exprimer leurs frustrations, leurs rêves, leurs désirs, leurs convictions par le truchement du hip-hop, danse et musique libératrices.

## Fiche technique
Sauf indication contraire, les informations mentionnées dans cette section peuvent être confirmées par la base de données cinématographiques IMDb,  présente dans la section « Liens externes ».
- Titre français : Haut et Fort
- Titre anglais : Casablanca Beats
- Réalisation et scénario : Nabil Ayouch
- Coscénariste : Maryam Touzani
- Musique : Mike et Fabien Kourtzer[2]
- Décors : Rachid El Youssfi
- Photographie (chefs opérateurs et cadreurs) : Virginie Surdej, Amine Messadi
- Son : Nassimm El Mounabbih
- Montage : Marie-Hélène Dozo, Yassir Hamani, Julia Grégory
- Production : Nabil Ayouch, Bruno Nahon
- Sociétés de production : Les Films du Nouveau Monde, Ali N'Productions
- Pays d'origine : Maroc
- Format : Couleurs - 35 mm
- Genre :
- Durée : 101 minutes
- Dates de sortie :
  - France : 15 juillet 2021 (Festival de Cannes 2021), 17 novembre 2021 (sortie nationale)

## Distribution
- Ismail Adouab : Ismail
- Nouhaila Arif : Nouhaila
- Samah Baricou : Samah
- Abdelilah Basbousi : Abdou
- Anas Basbousi : Anas
- Soufiane Belali : Soufiane
- Zineb Boujemaa : Zineb
- Amina Kannan : Amina
- Marwa Kniniche : Marwa
- Maha Mennane : Maha
- Meryem Nekkach : Meryem
- Mehdi Razzouk : Mehdi
- Marouane Banani : Marouane

## Sortie

### Accueil
En France, le site Allociné recense une moyenne des critiques presse de 3,2/5.

## Distinction

### Sélection
- Festival de Cannes 2021 : en compétition officielle[4]